# Helen Glatz
Helen Sinclair Glatz (née Hunter le 13 mars 1908 et morte le 15 juin 1996) est une compositrice et professeur de musique anglaise. 

## Biographie
Helen Sinclair Hunter est née à South Shields, Durham, en Angleterre.  
Elle étudie la musique avec William Gillies Whittaker au Armstrong College de Newcastle-upon-Tyne. Elle étudie au Royal College of Music la composition avec Ralph Vaughan Williams, l’orchestration avec Gordon Jacob et la direction avec Charles Groves. Elle est la première femme à recevoir le RCM Albert Medal for Composition et une bourse de voyage qui lui permet de se rendre en 1933 à Vienne, en Italie et à Budapest où elle étudie avec Zoltán Kodály,.   
Hunter a épousé le linguiste Wolf Glatz en Hongrie et est y resté pendant la Seconde Guerre mondiale jusqu'à ce qu'il puisse obtenir le droit de quitter le pays. Le couple s’établit dans le sud du Devon en 1949, où Helen Glatz occupe un poste d’enseignante à la St. Timothy's School de Dawlish. Elle a également enseigné au Dartington College of Arts de Totnes et a travaillé comme pianiste de répétition pour des ballets. Elle a eu un fils. Elle meurt à Totnes, dans le Devon, en 1996,.   
Glatz a remporté le prix Cobbett.

## Œuvres
Helen Glatz a composé de la musique de chambre, pour ensembles de cuivres, des pièces solo et de la musique de théâtre, : 
| Titre                                     | Date | Instrumentation                                                                        |
| ----------------------------------------- | ---- | -------------------------------------------------------------------------------------- |
| Concertino                                | 1948 | Flûte et orchestre à cordes                                                            |
| Dance rhapsody                            | 1967 | Harpe et orchestre                                                                     |
| Scherzo et trio                           | 1932 | Orchestre                                                                              |
| Suite de pièces pour enfants              | 1952 | Piano                                                                                  |
| Suite de chansons folkloriques hongroises | 1964 | Septuor de cuivres                                                                     |
| Prélude et scherzo                        | 1958 | Flûte                                                                                  |
| Deux poèmes latins                        | 1962 | Chœur de femmes et 2 flûtes                                                            |
| Trois chansons sur les chats              | 1962 | Soprano et clarinette                                                                  |
| Hall Sands                                | 1971 | Narrateur, voix enregistrée, choeur parlé et chanté, percussions et instruments à vent |
| Deux chants de noël                       | 1956 | Choeur de femmes, flûte et alto                                                        |